# Kyōji Suga
Pour les articles homonymes, voir Suga (homonymie).
Kyōji Suga (菅 恭司, Suga Kyōji) est un biathlète japonais né le 11 mai 1969 à Kutchan.

## Biographie
Il s'est marié avec la biathlète Hiromi Seino.
Il prend part à trois éditions des Jeux olympiques, obtenant des bons résultats à chaque fois ; en 1998, il est 14e de l'individuel et 18e du sprint, en 2002, il est vingtième de l'individuel et en 2006, il est encore 14e de l'individuel. Ces Jeux de 2006 sont sa dernière compétition internationale.
Dans la Coupe du monde, il signe son meilleur classement général en 1997, avec le 33e rang, grâce notamment à son premier top dix à l'individuel de Nagano. En 2002, il obtient le meilleur résultat individuel de sa carrière à l'individuel d'Antholz, où il est huitième.

## Palmarès

### Jeux olympiques
| Épreuve / Édition                   | Individuel | Sprint | Poursuite                        | Départ en masse                  | Relais |
| Jeux olympiques 1998 Nagano         | 14e        | 18e    | Épreuve inexistante à cette date | Épreuve inexistante à cette date | 15e    |
| Jeux olympiques 2002 Salt Lake City | 20e        | 41e    | 35e                              | Épreuve inexistante à cette date | 13e    |
| Jeux olympiques 2006 Turin          | 14e        | 70e    | -                                | 30e                              | 12e    |

Légende :
- — : N'a pas participé à cette épreuve
- : épreuve non disputée lors de cette édition

### Championnats du monde
| Épreuve / Édition                 | individuel                       | Sprint                           | Poursuite                        | Départ en masse                  | Relais                           | Course par équipes               |
| Mondiaux 1993 Borovets            | 73e                              | 90e                              | Épreuve inexistante à cette date | Épreuve inexistante à cette date | 20e                              | 15e                              |
| Mondiaux 1994 Canmore             | Épreuve inexistante à cette date | Épreuve inexistante à cette date | Épreuve inexistante à cette date | Épreuve inexistante à cette date | Épreuve inexistante à cette date | 14e                              |
| Mondiaux 1995 Antholz Anterselva  | -                                | 73e                              | Épreuve inexistante à cette date | Épreuve inexistante à cette date | 20e                              | 6e                               |
| Mondiaux 1996 Ruhpolding          | 63e                              | 14e                              | Épreuve inexistante à cette date | Épreuve inexistante à cette date | 16e                              | —                                |
| Mondiaux 1997 Osrblie             | 84e                              | 42e                              | 15e                              | Épreuve inexistante à cette date | 16e                              | —                                |
| Mondiaux 1998 Pokljuka Hochfilzen | Épreuve inexistante à cette date | Épreuve inexistante à cette date | 30e                              | Épreuve inexistante à cette date | Épreuve inexistante à cette date | 18e                              |
| Mondiaux 1999 Kontiolahti Oslo    | 44e                              | -                                | -                                | -                                | -                                | Épreuve inexistante à cette date |
| Mondiaux 2000 Oslo Lahti          | 48e                              | 27e                              | 20e                              | -                                | 17e                              | Épreuve inexistante à cette date |
| Mondiaux 2001 Pokljuka            | 50e                              | 34e                              | 36e                              | -                                | 11e                              | Épreuve inexistante à cette date |
| Mondiaux 2003 Khanty-Mansiysk     | 25e                              | 20e                              | 29e                              | -                                | 16e                              | Épreuve inexistante à cette date |
| Mondiaux 2004 Oberhof             | 37e                              | 37e                              | 45e                              | -                                | 17e                              | Épreuve inexistante à cette date |

Légende :

 : épreuve inexistante à cette date

— : pas de participation à cette épreuve

### Coupe du monde
- Meilleur classement général : 31e en 1997.
- Meilleur résultat individuel : 8e.

#### Différents classements en Coupe du monde
| Année     | Classement général final |
| 1996      | 44e                      |
| 1997      | 31e                      |
| 1998      | 45e                      |
| 1999      | 61e                      |
| 2000      | 64e                      |
| 2001      | 48e                      |
| 2002      | 64e                      |
| 2003-2004 | 78e                      |
| 2005-2006 | 64e                      |